# U Ophiuchi
U Ophiuchi (U Oph) es un sistema estelar variable de magnitud aparente media +5,72 situado en la constelación de Ofiuco.
Se encuentra a 756 ± 20 años luz del sistema solar.

## Binaria eclipsante
La componente más brillante de este sistema es una binaria espectroscópica formada por dos estrellas blanco-azuladas de tipo espectral B5V y B6V respectivamente.
La primera de ellas tiene una temperatura efectiva de 16.440 K y es 794 veces más luminosa que el Sol.
Tiene una masa de 5,27 masas solares y un radio 3,5 veces más grande que el del Sol.
Gira sobre sí misma con una velocidad de rotación proyectada de 125 km/s.
La estrella B6V es algo menos caliente, siendo su temperatura superficial de 15.590 K.
Brilla con una luminosidad 513 veces mayor que la luminosidad solar —equivalente al 72% de la de su compañera— y es 4,74 veces más masiva que el Sol.
Su radio es 3,1 veces más grande que el radio solar y su velocidad de rotación es igual o superior a 115 km/s.
El par constituye una binaria eclipsante cuyo período orbital es de 1,6773 días.
Es, por tanto, una estrella variable; en el eclipse primario su brillo disminuye 0,72 magnitudes mientras que en el secundario el descenso de brillo es de 0,62 magnitudes.

## Componentes adicionales
La binaria eclipsante está acompañada por una componente adicional cuya naturaleza no es bien conocida.
Se piensa que dicha componente puede ser, a su vez, una binaria no eclipsante compuesta por dos estrellas idénticas.
Cada una ellas tendría una temperatura de 7000 K, una masa un 48% mayor que la masa solar y un radio un 45% más grande que el del Sol.
La distancia entre las dos binarias es de 6,23 UA, siendo el período orbital de 21,2 años aproximadamente.
Las órbitas no son coplanares.
Una compañera visual de magnitud 12,1, separada 20,7 segundos de arco, puede completar del sistema. 
Es una enana amarilla de tipo G0V cuya masa puede ser un 16% inferior a la solar.
Si formara parte del sistema, su distancia respecto a las dos binarias sería de unas 4500 UA con un período orbital de 72.000 años.
La edad aproximada del sistema U Ophiuchi es de 40 - 50 millones de años.